# カルバラ第4号作戦
カルバラ第4号作戦（カルバラだいよんごうさくせん）は、イラン・イラク戦争中、ヴァル・ファジュル作戦に変わる新しい作戦名である。由来はシーア派の聖地であるカルバラーである。要衝バスラ市の占領を狙ったイラン軍による決戦である。

## 概要
1986年5月末頃から、ホメイニー師やラフサンジャーニーマジェレス議長などイラン指導者層は翌87年3月までに戦争をイランの勝利で終わらせると発言し、500個大隊の新規創設を打ち出した。こうした構想の下、カルバラ第1号作戦を開始した。これにはイラン・コントラ事件を通じて航空機の予備部品や対戦車ミサイルBGM-71 TOW、地対空ミサイルホーク、レーダー部品の調達に成功し、さらにこれらを活用した第1次アル＝ファオの戦いでの勝利が戦争をイラン優勢のうちに終結に導けると判断した。
作戦目標としては従来通り、重要経済都市バスラの占領であったが、更に南部イラクのシーア派住民による分離独立政権の樹立も狙っていた。
また、国民の生活に対する不安（この頃にはインフレーションが深刻な状態になりつつあり、失業率も30％に達していた）が増大し、経済的問題から国民の目を和らげるため決戦を志向するようになっていた。
イラン戦争指導部は、軍の人事刷新を実施、8月初旬に統合幕僚議長シーラーズィー大佐を更迭（表向きは最高国防評議会委員に栄転）し、変わって第21師団長や南部軍作戦部長を歴任し、人海戦術派で知られたフセイン・ハサーニ・サーディ大佐を就任させた。これにより徴兵が一層強化された。また、86年前半から3億ドル相当の兵器（中国製のMiG-19など）の購入を推進し雨季が終わる年末ごろまで準備が進められた。
尚、作戦発起日をクリスマスに合わせることにより欧米各国の耳目をひきつける政治的効果も期待された。

## 攻撃
1986年12月25日、革命防衛隊約80,000人が攻撃準備砲撃のもと第1派がシャッタルアラブ川を船外機付き舟艇や手漕ぎボートによる強行渡河を開始した。中州ウム・ラサス島を占領、続いて上流のボバリアン島、ファイアズ島、ウム・トエイ島に進出した。
イラク軍は魚の湖（沼沢地の戦いを参照）を利用してソ連式縦深防御陣地に拠り、圧倒的な火砲と航空攻撃は、軽装備からなる革命防衛隊に多大な出血を強要した。革命防衛隊は狂信的波状攻撃でもって幾重にも張り巡らされた鉄条網や地雷原の突破を試みたが徒に犠牲を重ねるだけであった。戦闘は実質的に2日間で終了した。
しかし、本作戦は1987年1月9日に実施されたカルバラ第5号作戦に対する予備作戦的色彩が濃厚であった。